# تشارلز إليوت (سياسي)
تشارلز إليوت (بالإنجليزية: Charles Elliot)‏ (و. 1801 – 1875 م) هو دبلوماسي، وسياسي من المملكة المتحدة لبريطانيا العظمى وأيرلندا، ولد في درسدن، ويحمل رتبة عسكرية أدميرال، توفي عن عمر يناهز 74 عاماً.

## مناصب
تولى منصب Governor of Bermuda ‏.

## جوائز
حصل على جوائز منها:
- نيشان الحمام من رتبة فارس.

## روابط خارجية
- تشارلز إليوت على موقع الموسوعة البريطانية (الإنجليزية)